# Biaora
Biaora è una suddivisione dell'India, classificata come municipality, di 37.816 abitanti, situata nel distretto di Rajgarh, nello stato federato del Madhya Pradesh. In base al numero di abitanti la città rientra nella classe III (da 20.000 a 49.999 persone).

## Geografia fisica
La città è situata a 23° 52' 0 N e 76° 55' 0 E e ha un'altitudine di 414 m s.l.m..

## Società

### Evoluzione demografica
Al censimento del 2001 la popolazione di Biaora assommava a 37.816 persone, delle quali 20.105 maschi e 17.711 femmine. I bambini di età inferiore o uguale ai sei anni assommavano a 5.755, dei quali 2.991 maschi e 2.764 femmine. Infine, coloro che erano in grado di saper almeno leggere e scrivere erano 24.421, dei quali 14.703 maschi e 9.718 femmine.